# Bernard Antochewicz
Bernard Antochewicz (* 14. Juni 1931 in Działdowo; † 6. März 1997 in Breslau) war ein polnischer Lyriker und Übersetzer aus dem Deutschen.

## Leben
Während der Deutschen Besetzung Polens lebte Antochewicz in Działdowo und besuchte dort die Deutsche Schule. Nach dem Zweiten Weltkrieg wohnte er in Wąbrzeźno. Als er die Grundschule absolviert hatte, siedelte er mit seinen Eltern nach Niederschlesien um und besuchte das Gymnasium in Karpacz. Der Vereinigung der Polnischen Jugend (Związek Młodzieży Polskiej) schloss er sich 1949 an und anschließend der Vereinigung der Sozialistischen Jugend (Związek Młodzieży Socjalistycznej) sowie der Polska Zjednoczona Partia Robotnicza, deren Mitglied er bis 1984 blieb. Sein Studium der Polonistik und Germanistik nahm er 1952 als freier Gasthörer an der Universität Breslau auf. Als Dichter debütierte er 1954 mit dem Gedicht Dyngus, das im Wrocławski Tygodnik Katolicki veröffentlicht wurde. Mit dieser Zeitung arbeitete er bis 1956 zusammen. Nach dem Erwerb des Magisters arbeitete er als Lehrer in Breslau. Daneben publizierte er seine literarischen Werke in Zeitschriften wie Odra, Poezja und Nurt. Dem Verband der Polnischen Literaten trat er 1968 bei. Nach seiner Pensionierung 1969 führte er sein literarisches Schaffen sowie seine Übersetzertätigkeit aus dem Deutschen fort. So wurde er 1984 Mitglied des Verbandes deutschsprachiger Übersetzer und 1990 des Verbandes Polnischer Übersetzer.

## Publikationen

### Lyrik
- W głąb płonącego listowia, 1967
- Dalekie wrzosowiska, 1968
- Żelazna sierść, 1968
- Przeprawa, 1971
- Wzór Pascala, 1973
- Żywioł nadrealny, 1974
- Idę za tobą, 1976
- Pasjonał. Wiersze wybrane, 1980
- Czuły agregat, 1982
- Póki myślom jutrzenka świeci, 1988
- Ołowiany żołnierzyk, 1990
- Przesłanie, 1993
- Wieczny dom, 1993
- Rota w dantejskim lesie, 1994
- Witraż; Zapiski ściganego; Poetycki epilog: jeszcze są drzewa, wieje wiatr…, 1995

### Übersetzungen
- Rainer Maria Rilke: Elegie duinejskie, 1973
- Rainer Maria Rilke: Wiersze, 1976
- Johann Wolfgang von Goethe: Faust. Tragedia, 1978
- Friedrich Hölderlin: Wiersze, 1982
- Per Christian Jersild: Hamlet – Kuglarz, 1982
- Rainer Maria Rilke: Odziany światłem. Wiersze rozproszone i pośmiertne z lat 1906–1926, 1991
- Josef Neubauer: Das Ebenbild: Elegien und Epigramme. Wierne odbicie: elegie i epigramaty, 1992
- Angelus Silesius: Wybór wierszy, 1992
- Rainer Maria Rilke: Wiersze samotne, 1993
- Rainer Maria Rilke: Kto mówi o zwycięstwach? Przetrwanie jest wszystkim!, 1994
- Rainer Maria Rilke: Śpiew jest istnieniem, 1994
- Rainer Maria Rilke: Testament., 1994
- Rainer Maria Rilke: O poezji i sztuce. Wyjątki z listów. Z pism pośmiertnych: zapiski Maltego (nieznane fragmenty), 1995

## Auszeichnungen
- 1977: Goldenes Verdienstkreuz
- 1985: Ritterkreuz Polonia Restituta